# Barsy Andor
Barsy Andor József (Andor von Barsy) (Budapest, 1899. március 14. – München, 1965. december 24.) magyar származású német operatőr.

## Életpályája
Szülei: Barsy Adolf Ágost festőművész (1872–1913) és Strohoffer Anna Mária Terézia voltak. Az első világháború után (1918) ment Németországba először. 1919-től kezdett filmezni. 1922–1924 között a müncheni Technikai Főiskolán tanult, majd ugyanott képezte tovább magát az Állami Fotó Tanintézetben. Operatőr lett. Németországban és Hollandiában élt. A rotterdami Transfilm, a berlini Tobis és Terra, a müncheni Bavaria vállalatok munkatársa volt. 1945 után az NSZK-ban telepedett le. 1953–1956 között a müncheni televízió főoperatőre volt.

### Munkássága
Dokumentumfilmeket és kulturális filmeket forgatott. Az 1934-es velencei filmfesztiválon díjat kapott a holland játékfilmjéért, a Halott vízért. Jonas című filmje (1957) díjat nyert. Nagy technikai képzettséggel és tudással rendelkezett.

## Filmjei
- Rotterdam (1930)
- Terra nova (1932)
- Halott víz (Dood water) (1934)
- Olimpia, 2.rész - A szépség ünnepe (1938)
- A berlini olimpiász 1. rész A Nemzetek ünnepe (1938)
- Rembrandt (1940)
- Fürdő a szérűskertben/Botrány (1943; Hermann Wallbrückkel)
- Ember volt (Es war ein Mensch) (1950; Ph. Kepplinger és W. Vlasdeck társoperatőre)
- A tűz hatalma (Des Feuers Macht) (1953)
- Jonas (1957)
- Gino (1960)
- Hallstadti ballada (1962)

## Díjai
- a velencei filmfesztivál legjobb operatőri díja (1934) Halott víz
- Német filmdíj a legjobb operatőrnek (1957) Jonas